# Annuaire de la noblesse

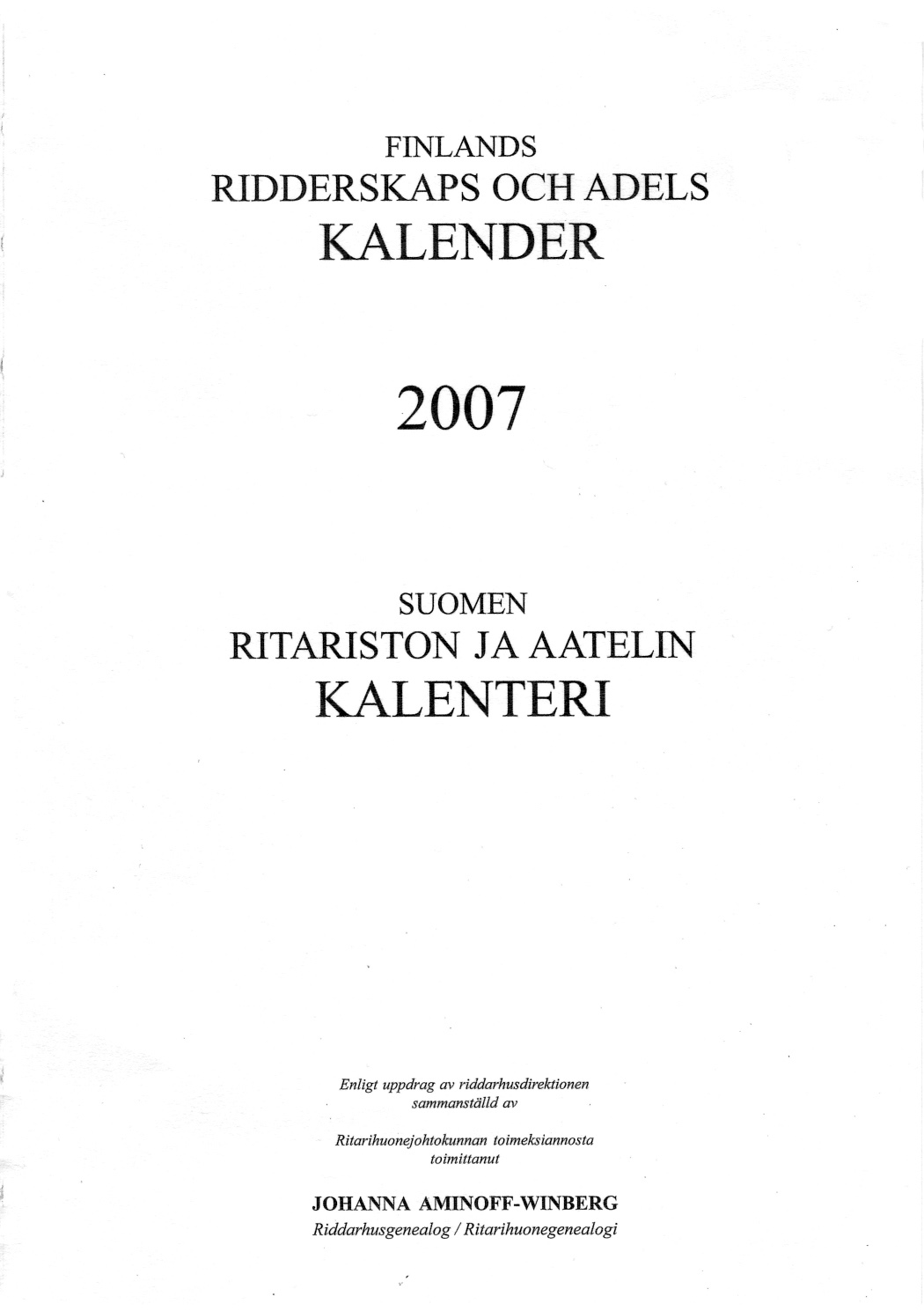
Cette image est un exemple d'annulaire de la noblesse. Son titre est calendrier finlandais de la noblesse, et il est paru en 2007 par Johanna Aminoff-Winberg

Un Annuaire de la noblesse ou annuaire généalogique de la noblesse est généralement un annuaire imprimé sous la forme d'un livre dans lequel on répertorie les informations personnelles concernant les membres des familles de l'aristocratie.
Les annuaires donnent aussi certains détails généalogiques, biographiques, héraldiques et d'autres informations sur ces personnes ou familles. La fiabilité des informations contenues dans ce type d'annuaire varie considérablement, et la sélection des familles et des individus peut être assez discutable.

## Annuaire de la noblesse de France
La tradition des annuaires ou almanachs nobiliaires , en France, remonte à la première parution de l'Almanach généalogique, chronologique et historique, par l'abbé Jacques Destrées, en 1747 .
Dans les années suivantes, l'usage de ces publications fut poursuivi, sous plusieurs autres titres successifs et par plusieurs auteurs successifs, notamment La Chenaye Desbois, jusqu'à la Révolution, où la Noblesse fut officiellement abolie.
La Restauration vit la parution de plusieurs titres qui restèrent éphémères, notamment celle de l'Etat actuel de la Noblesse de France, par Saint Allais, en 1816, et celle de l'Annuaire généalogique et historique, par Frederic Schoell, de 1819 à 1822  
L'Annuaire de la Noblesse de France est , dans ce domaine, la publication française qui eut la plus longue existence.
Il a paru, assez régulièrement de 1843 à 1960, avec une interruption pendant les deux guerres mondiales, en 89 volumes, tous au format in 16°.
Les directeurs successifs en ont été ::
- André Borel d'Hauterive (fondateur) de 1843 à 1891 ;
- le vicomte Albert Révérend, de 1892 à 1911 [2];
- Amédée Trudon des Ormes, de 1912 à 1930 ;
- le comte Georges de Morant, de 1931 à 1960. Les 86ème et 87ème éditions (années 1951-1956) ont paru à Londres, uniquement en langue anglaise et sous le titre World Nobility and peerage [3].

Depuis le début des années 1960, l'Annuaire de la Noblesse de France paraît encore, mais de manière irrégulière, la 91e édition en 1976, la 92e en 1983, la 93e en 1986, la 95e en 1992, la 96e en 1997, la 97e en 2001. Il ne comporte plus de généalogies des familles et se limite à une simple liste alphabétique de leurs principaux représentants.

## Pour approfondir